# Гудзония
Гудзония (лат. Hudsonia) — род многолетних кустарниковых растений семейства Ладанниковые (Cistaceae). Три вида процветают в морском и умеренном климате восточной и северо-восточной части США и центральной, восточной и северной Канады.

## Ботаническое описание
Карликовые вечнозелёные кустарники высотой до 30 сантиметров. Кора ветвей опушённая. Очерёдные, плотные и черепитчатые листья бесстебельные. В основном опушённые листовые пластинки очень узкие, шиловидные или игловидные. Жилкование одностороннее. Остистые отростки отсутствуют. Период цветения — с мая по август. Бесстебельные или короткостебельные цветки появляются одиночно и терминально на коротких побегах. Гермафродитные цветки от 5 до 10 миллиметров в диаметре, радиально симметричные, пятизубчатые, с двойным околоцветником. Пять наружных волосистых чашелистиков неравные, два наружных значительно меньше, три внутренних более крупные, иногда двуконечные или округлые до остроконечных или заострённых. Пять раскидистых лепестков в основном жёлтые. Имеется много (до 30) коротких тычинок. Три рыльца сросшиеся в волосистую или голую, однокамерную, верхнюю завязь. Короткое рыльце заканчивается трёхзубчатым рыльцем. На плоде имеется стойкая чашечка. Относительно небольшие, однокамерные, волосистые или голые, яйцевидные или удлиненные капсулированные плоды открываются тремя лопастями и содержат от одного до нескольких семян.

## Экология
Обитают в дюнах и в Пайн-Барренс, предпочитая песчаные побережья или берега, бедные питательными веществами, засушливые, песчаные почвы с предпочтительно сосновой растительностью и обнажения с кварцевыми песками. Виды Hudsonia ценятся как защитные посадки против эрозии песчаных дюн.

## Виды
В зависимости от автора, виды рода классифицируются как три самостоятельных вида или как три подвида Hudsonia ericoides L.:
Самостоятельные виды:
- Hudsonia ericoides L., цветёт с мая по июнь.
- Hudsonia montana Nutt., встречается только в Северной Каролине[2].
- Hudsonia tomentosa Nutt. Произрастание: Юго-восток США. Время цветения: май-август[1][3]

Подвиды:
- Hudsonia ericoides subsp. montana (Nutt.) Nickerson & J.T.Skog (Syn.: Hudsonia montana Nutt.)
- Hudsonia ericoides subsp. intermedia (Peck.) Nickerson & J.T.Skog (Syn.: Hudsonia tomentosa Nutt. var. intermedia Peck, Hudsonia ericoides subsp. andersonii Nickerson & J.T.Skog)
- Hudsonia ericoides subsp. tomentosa (Nutt.) Nickerson & J.T.Skog (Syn.: Hudsonia tomentosa Nutt. var. tomentosa)

## Этимология
Род Hudsonia был назван в честь британского ботаника и миколога Уильяма Хадсона (1730—1793). Род был впервые научно описан Карлом фон Линнеем в 1767 году в 12-м издании Systema Naturae и в приложении к работе Mantissa Plantarum.